# Otto Rosing (Schriftsteller)
Otto Pavia Jørgen Rosing (* 6. April 1896 in Nuuk; † 24. Dezember 1965 in Aasiaat) war ein grönländischer Schriftsteller, Pastor, Maler und Bildhauer.

## Leben

### Familie
Otto Rosing war der Sohn des Missionars Hans Christian Theodor Rosing (1866–1944) und seiner Frau Malene Karoline Klara Kreutzmann (1869–1943). Über seinen Vater war er ein Enkel der Hebamme Karoline Rosing (1842–1901) sowie der Neffe des Künstlers Peter Rosing (1871–1938) und des Landesrats Karl Rosing (1878–?). Über seine Mutter war er der Enkel des Malers Jens Kreutzmann (1828–1899). Seine Brüder waren unter anderem der Pastor und Maler Svend Peter Kristian Rosing (1892–1965), der Landesrat Jens Rosing (1900–1944), der Landesrat Nikolaj Rosing (1903–1968) und der Künstler Kâle Rosing (1911–1974).

### Ausbildung und Karriere als Pastor
Otto Rosing wurde in Nuuk geboren, wo sein Vater als Katechet tätig war. 1904 wurde er ordiniert und als Missionar nach Ostgrönland gesandt, wo Otto fortan aufwuchs. Er kehrte schließlich nach Westgrönland zurück, um Grønlands Seminarium zu besuchen, das er 1918 abschloss. Anschließend zog er zwecks Weiterbildung nach Dänemark. Nach Ende der Ausbildung wurde er als Oberkatechet in Grönland eingesetzt, bevor er 1923 von Bischof Christian Ludwigs ordiniert wurde, sodass er selbst wie sein älterer Bruder Peter als Pastor tätig werden konnte. Er heiratete am 23. Mai 1923 in Aalborg die Grönländerin Sara „Sâlãnguaĸ“ Gertrud Vilhelmine Birgitte Siegstad (1900–1988), Tochter des Schmieds Abel Peter Gabriel Siegstad (1864–1942) und seiner ersten Frau Eleonora Kirstine Marie Charlotte Jørgensen (1865–1901). Aus der Ehe ging unter anderem der Sohn Jens Rosing (1925–2008) hervor, der ebenfalls ein bekannter Schriftsteller und Maler wurde, sowie der Sohn Emil Rosing (1939–2010), der unter anderem grönländischer Museumsdirektor wurde. Er diente anfangs in Qeqertarsuaq, Ilulissat und Uummannaq. 1934 wurde er der Nachfolger seines Bruders als Pastor in Tasiilaq, wo er bis 1940 predigte. Anschließend kehrte er nach Westgrönland zurück und arbeitete wieder in Qeqertarsuaq und anderen Orten, war zeitweise aber auch in Uummannaq (Dundas) angestellt. 1952 wurde er zum Ritter des Dannebrogordens ernannt. 1955 wurde er pensioniert. Anschließend zog er nach Aasiaat, wo er sich vollends Literatur und Kunst widmen konnte.

### Werk
Otto Rosing hatte schon zuvor drei Biografien geschrieben. Die erste verfasste er 1933 über den deutschen Missionar und Dichter Carl Julius Spindler (1838–1918), in der zweiten beschrieb er 1948 das Leben des grönländischen Expeditionsteilnehmers Hans Hendrik (1834–1889) und die dritte 1949 verfasste handelte vom deutsch-grönländischen Sprachwissenschaftler Samuel Kleinschmidt (1814–1884). 1952 schrieb er das Buch Inûsugtunut isumaliutigssat („Gedanken für die Jugend“), ein Ratgeber zur Problemlösung junger Menschen. Als Maler illustrierte er das grönländische Alphabetbuch, das er selbst überarbeitet hatte. 1955 verfasste er den Roman Taseralik („Ort der Pfützen“), der hauptsächlich von einer Liebesgeschichte auf dem Sommerplatz (Aasivik) zwischen Aasiaat und Sisimiut handelt, an dem traditionell die Bevölkerung zusammenkam, um dort Feste zu feiern oder Handel zu treiben. Zwischen 1957 und 1961 gab er den Zweiteiler Angákortaligssuit („Das große Volk der Schamanen“) heraus, der ostgrönländische Familiengeschichten behandelt. 1963 schrieb er das Geschichtsbuch zum 200. Geburtstag von Aasiaat. Er malte auch Bilder und schuf bildhauerische Kunstwerke aus beispielsweise Stoßzähnen und Treibholz.
Er starb an Heiligabend 1965 in Aasiaat im Alter von 69 Jahren. Nach seinem Tod wurden aus seinen Manuskripten noch zwei weitere Bücher herausgegeben. Das eine war der 1967 erschienene Roman Kulúnguaĸ (ein Frauenname) über eine grönländische Hexenverfolgung und das andere das autobiografische Buch Tikípoĸ („Er ist angekommen“) über sein Leben.